# 協和キリンプラス
協和キリンプラス株式会社（きょうわキリンプラス、英: Kyowa Kirin plus Co., Ltd.）は、保険代理業や食品・醸造原料の製造などを行う日本の企業。協和キリンの子会社で、協和キリングループに属する。

## 概説
協和キリンプラス株式会社は、協和キリングループの一員として、さまざまな分野でサービスを提供する総合支援企業です。主に、食品業界向けの包装資材や原材料の販売、保険代理店業務、製造現場の請負や施設管理、人材派遣など、企業活動を多方面から支える事業を展開しています。 
この会社の特徴は、単一の業種にとどまらず、企業の運営や生活に密着した幅広いサービスを提供している点にあります。たとえば、食品関連の資材供給では製造現場のニーズに応え、保険代理業では個人や法人のリスク管理をサポート。また、人材派遣や製造請負では、企業の人手不足や業務効率化にも貢献しています。 
協和キリンプラスは、グループの総合力を活かしながら、企業や社会の多様なニーズに応える柔軟で実用的なサービスを提供している会社です

## 沿革
- 1954年 - 千代田開発株式会社を設立する。
- 1955年 - 本社を東京都中央区銀座6-6-7朝日ビルに移転する。
- 1968年 - 損害保険代理店資格の特別総合代理店に合格する。
- 1969年 - 千代田運輸株式会社を設立する。
- 1970年 - 防府出張所（1956年〈昭和31年〉開設）を防府営業所とする。
- 1971年 - 自動車運送取扱業の登録を受ける。
- 1975年 - 土浦出張所（1961年〈昭和36年〉開設）を土浦営業所とする。
- 1975年 - 富士営業所を開設する。
- 1980年 - 株式会社協和サービスを設立する。
- 1983年 - 協和商事株式会社を設立する。
- 1985年 - 土浦営業所を土浦支店とし、宇部出張所（昭和57年開設）を宇部営業所とする。
- 1987年 - 株式会社サントネージュサービスの株式を譲受する。
- 1990年 - 包装資材部門でパッケージデザイン業務を開始する。
- 1993年 - 保険部門でアメリカンファミリー生命保険会社（アフラック）の代理店として生命保険分野に参入する。
- 1994年 - 防府・宇部両事務所を統合し山口支店とする。
- 1995年 - 本社及び東京営業所を東京都中央区築地6-19-20ニチレイ東銀座ビルに移転する。
- 2001年 - 千代田運輸株式会社が株式会社協和サービスを合併する。
- 2004年 - 土浦支店を閉鎖し、業務を千代田運輸株式会社へ移管する。
- 2004年 - 創立50周年
- 2005年 - 山口支店宇部営業所を独立させ宇部営業所とする。
- 2009年 - 高岡営業所を開設する。
- 2010年 - 町田出張所を開設する。
- 2013年 - 化学品物流事業を会社分割によりエヌ・シー・ユー物流（株）に事業承継する。
- 2016年 - 現在の社名に変更。
- 2017年 - 子会社の千代田運輸の全株式をハマキョウレックスへ売却。

## 国内事業所
営業拠点
- 高崎営業所（協和キリン高崎工場内）
- 板橋営業所（協和キリン板橋寮内）
- 高岡営業所（協和ファーマケミカル工場内）
- 富士営業所（協和キリン富士リサーチパーク内）
- 防府営業所
- 宇部営業所
- 大手町営業所（協和キリン本社内）
- 町田営業所（協和キリン東京リサーチパーク内）

## かつてのグループ会社
- 千代田運輸株式会社
- 株式会社協和サービス
- 協和商事株式会社
- 株式会社サントネージュサービス